# Сотников, Василий Семёнович
Василий Семёнович Сотников (1788 — 1853) — Грузинско-Имеретинский и Подольский губернатор, сенатор, генерал-лейтенант.
Родился в 1788 году. В военную службу вступил в 1812 году во 2-й егерский полк, в рядах которого принимал участие в Отечественной войне 1812 года и последующих Заграничных походах 1813—1814 годов. 10 ноября 1817 года он в чине капитана был переведён в лейб-гвардии Павловский полк с переименованием в штабс-капитаны гвардии. На 1818 год — адъютант при дежурном генерале 1-й армии К.Ф. Ольдекопе. С 1819 года занимал должность старшего адъютанта Главного штаба 1-й армии.
19 марта 1826 года капитан лейб-гвардии Павловского полка Сотников был переведён в лейб-гвардии Егерский полк с оставлением в занимаемой должности. Служа в лейб-гвардии Егерском полку, участвовал в Русско-турецкой войне 1828 — 1829 годов, был произведён в полковники и назначен старшим адъютантом Главного штаба 2-й армии (на 1830 — 1835 годы). Участник подавления Польского восстания 1831 года.
С 1835 года состоял при главнокомандующем действующей армией генерал-фельдмаршале князе И.Ф. Паскевиче.
6 декабря 1837 года полковник лейб-гвардии Егерского полка Сотников был произведён в действительные статские советники с оставлением состоять при И.Ф. Паскевиче. 5 января 1842 года переименован в генерал-майоры и с 8 октября 1843 года занимал должность Грузинско-Имеретинского гражданского губернатора. С 14 ноября 1846 года военный губернатор Каменец-Подольска и Подольский гражданский губернатор. 11 апреля 1848 года произведён в генерал-лейтенанты.
22 ноября 1849 года назначен сенатором, присутствовал в 1-м отделении 3-го департамента Правительствующего Сената, а с 9 октября 1851 года был первоприсутствующим в 4-м департаменте.
Сотников скончался в Санкт-Петербурге 13 апреля 1853 года, похоронен на кладбище Воскресенского Новодевичьего монастыря.

## Награды
За свою службу Сотников имел следующие награды:
- Орден Святой Анны 4-й степени (1814 год)
- Французский Знак отличия Лилии (орден Лилии) (1814 год)
- Орден Святой Анны 3-й степени (1827 год; бант к этому ордену пожалован в 1831 году)
- Орден Святого Владимира 4-й степени (1827 год; бант к этому ордену пожалован в 1829 году)
- Орден Святой Анны 2-й степени (1829 год; Императорская корона к этому ордену пожалована в 1831 году)
- Орден Святого Владимира 3-й степени (1829 год)
- Польский знак отличия за военное достоинство (Virtuti Militari) 3-й степени (1831 год)
- Золотая полусабля с надписью «За храбрость» (5 мая 1832 года, за отличия против поляков)
- Прусский орден Красного Орла 3-й степени (1835 год)
- Знак отличия за ХХХ лет беспорочной службы (1839 год)
- Орден Святого Станислава 1-й степени (28 декабря 1841 года)
- Орден Святой Анны 1-й степени (5 марта 1844 года, императорская корона к этому ордену пожалована 11 апреля 1848 года в день производства в генерал-лейтенанты)
- Орден Святого Георгия 4-й степени (26 ноября 1848 года, за беспорочную выслугу 25 лет в офицерских чинах, № 7933 по кавалерскому списку Григоровича — Степанова)